# Salto cromosómico
En genética, un salto cromosómico es una metodología de clonación posicional, es decir, útil para clonar genes cuya posición en el genoma es conocida al menos a baja resolución en cualquier tipo de mapa físico. Es de interés puesto que permite obviar secuencias de ADN poco informativas o repetitivas, al tiempo que analiza marcadores muy lejanos. Esta técnica fue empleada para clonar el gen de la fibrosis quística.
El fundamento de la técnica consiste en emplear grandes fragmentos de ADN cortados mediante enzimas de restricción, fragmentos que se supone que contienen el gen de interés. Después, se ligan estos fragmentos, obteniendo estructuras circulares de ADN. Partiendo de un marcador localizado en dicho fragmento, localizado en un extremo, se corta un segmento del ADN que contenga dicho marcador y ADN contiguo en la estructura circular, pero que, anteriormente, se encontraba en el otro extremo de la secuencia lineal. Estos fragmentos son clonados en un vector fágico. Empleando una sonda complementaria al marcador inicial, se detecta qué clon contiene el fragmento de interés y se obtiene un trozo de este, que no incorpore el marcador inicial. Este nuevo fragmento servirá de marcador para ulteriores saltos cromosómicos.